# New Mikasa
Le New Mikasa (ニューみかさ, Nyū Mikasa) un navire à grande vitesse appartenant à la compagnie japonaise Iki Tsushima Ships. Construit de 1993 à 1995 aux chantiers Rodriquez de Pietra Ligure et achevé aux chantiers INMA de La Spezia pour la compagnie Corsica Ferries, il portait à l'origine le nom de Corsica Express et constituait à l'époque la première commande de navire neuf de la compagnie corse. Mis en service fin 1995 entre l'Italie et la Corse, il sera ensuite affrété pendant un an au Vénézuela. De retour en Méditerranée en 1997, il est transféré sur les lignes de Sardinia Ferries entre le continent et la Sardaigne sous le nom de Sardinia Express. Victime d'un incendie au cours d'une traversée en 2007, il sera retiré du service et désarmé à Savone. Revendu en 2012 à l'armateur sud-coréen Hyangil Shipping, il porte successivement les noms de Tamnara puis d‘Araqueens. Victime d'un nouvel incendie en 2013, il est réparé puis immobilisé en raison de difficultés financières rencontrées par son propriétaire. Racheté en 2016 par la société Golf & Resort, il effectue à partir de 2017 des traversées entre Busan et l'île japonaise de Tsushima sous le nom de Blue Tsushima (블루쓰시마, Beullusseusimaest). Immobilisé à compter d'août 2019 en conséquence de la guerre commerciale entre la Corée du Sud et le Japon, il est par la suite revendu en mars 2021 à la compagnie Iki Tsushima Ships mais ne sera jamais exploité par cet armateur.

## Historique

### Origines
Au début des années 1990, les progrès de la technique dans les différents domaines de l’industrie navale permettent d’envisager la mise en service de navires à grande vitesse transportant des véhicules. Cette révolution technologique séduit les armateurs à travers le monde et certaines grandes compagnies de la Méditerranée telles que la SNCM ou Tirrenia réfléchissent déjà à la mise en service de navires de ce type. Tout comme celles-ci, la compagnie bastiaise Corsica Ferries manifeste un intérêt particulier pour ces navires. 
La compagnie publique italienne Tirrenia est la première à passer commande de navires à grande vitesse vers 1990 aux chantiers navals Rodriquez. Les chantiers italiens vont alors mettre au point la classe Aquastrada TMV 101 dont la conception est suivie de près par les directions de la SNCM et de Corsica Ferries. Convaincue du potentiel de ces navires, la compagnie aux bateaux jaunes va commander elle aussi un navire de type Aquastrada aux chantiers Rodriquez Cantieri Navali en septembre 1992.
L'ère de la vitesse en Méditerranée débute en 1993 avec la mise en service du Guizzo de Tirrenia. Avec sa vitesse de 39 nœuds, le navire et son sister-ship le Scatto rencontrent un certain succès entre l'Italie continentale et la Sardaigne. Le succès des jumeaux Aquastrada TMV 101 incite alors la direction de Corsica Ferries à doter son futur NGV de deux sister-ships, permettant de proposer des traversées à grande vitesse sur chacun de ses axes. Ainsi, l'un serait affecté aux lignes entre l'Italie et la Corse tandis que l'autre serait placé entre l'Italie et la Sardaigne. Le troisième inaugurera quant à lui une ligne inédite entre Nice et la Corse. 
De type Aquastrada TMV 103, les futurs NGV de Corsica Ferries sont les premières commandes de navires neufs de l'armateur bastiais. Ils sont quasiment identiques à ceux de Tirrenia à la différence qu'ils sont légèrement plus long et moins rapides puisque leur vitesse est fixée à 37 nœuds contre 39 pour leurs aînés. Cette vitesse est permise par des moteurs très puissants et une propulsion par hydrojets. Leurs caractéristiques commerciales sont également supérieures avec une capacité de 550 passagers et de 150 véhicules.

### Construction
La construction du premier navire, baptisé Corsica Express, débute à Pietra Ligure le 17 décembre 1993. Au cours de la construction le chantier naval Rodriquez rencontre des difficultés financières qui ont pour conséquence de retarder d'un an la mise en service du navire. Le chantier étant dans l'impossibilité d’achever la construction, la coque est transférée afin d’être terminée aux chantiers Industrie Navali Meccaniche Affini (INMA) de La Spezia. Le navire est lancé le 28 septembre 1995 en présence de Pascal Lota, fondateur du groupe Corsica Ferries. Après finitions, il est livré à son armateur en novembre 1995.

### Service

#### Corsica Ferries/Sardinia Ferries (1995-2012)
Le Corsica Express est mis en service le 12 novembre 1995 entre l'Italie et la Corse. Mis symboliquement en exploitation en basse saison, il ne transporte que peu de passagers durant cette période. Sa vitesse de 37 nœuds permet néanmoins de réduire considérablement le temps de traversée.
En prévision de l'arrivée de son sister-ship le Corsica Express II en 1996, le Corsica Express est affrété au Venezuela par la compagnie Conferrys qui l'exploite pendant près d'un an entre Puerto La Cruz et l'île de Margarita sous le nom officieux de Margarita Express. Lorsqu'il est restitué à son armateur en juin 1997, il est transféré au sein de Sardinia Ferries et devient le Sardinia Express. Il est alors exploité sur les lignes de la Sardaigne entre Civitavecchia et Golfo Aranci.
En 1999, les marques commerciales Corsica Ferries et Sardinia Ferries sont fusionnées et apparaissent désormais conjointement sur les flancs du navire.
Durant la saison 2003, le Sardinia Express retourne provisoirement sur les lignes de la Corse. Il retrouvera le réseau sarde l'année suivante.
Dans la nuit du 9 août 2007, un incendie se déclare dans la salle des machines aux alentours de 2h30 alors que le navire effectue une traversée entre Golfo Aranci et Civitavecchia avec 229 passagers à son bord. Une fois le CrossMed alerté, la préfecture maritime dépêche immédiatement trois hélicoptères, un Super Frelon, un Lynx et un Dauphin, qui hélitreuillent à bord une équipe d'intervention composée de 16 pompiers professionnels. Une évacuation sanitaire est effectuée avec le transfert vers l'hôpital de Bastia d'un passager victime d'un malaise cardiaque. Le Sardinia Express est ensuite assisté par le Mega Express Three, qui parvient à le prendre en remorque vers 5h. Cette intervention permet de stabiliser le bateau en difficulté, en attendant l'arrivée, en fin de matinée, du remorqueur Rablé. Ce dernier prend en charge le Sardinia Express et le convoi se dirige alors vers Bastia, escortés par le remorqueur Abeille Flandre, prêt à intervenir, tout comme les hélicoptères Super Frelon et Lynx, qui rejoignent la base aérienne de Solenzara. Grâce à l'intervention rapide de l'équipage et des secours, aucun blessé n'est à déplorer et le sinistre est éteint en début d'après-midi.

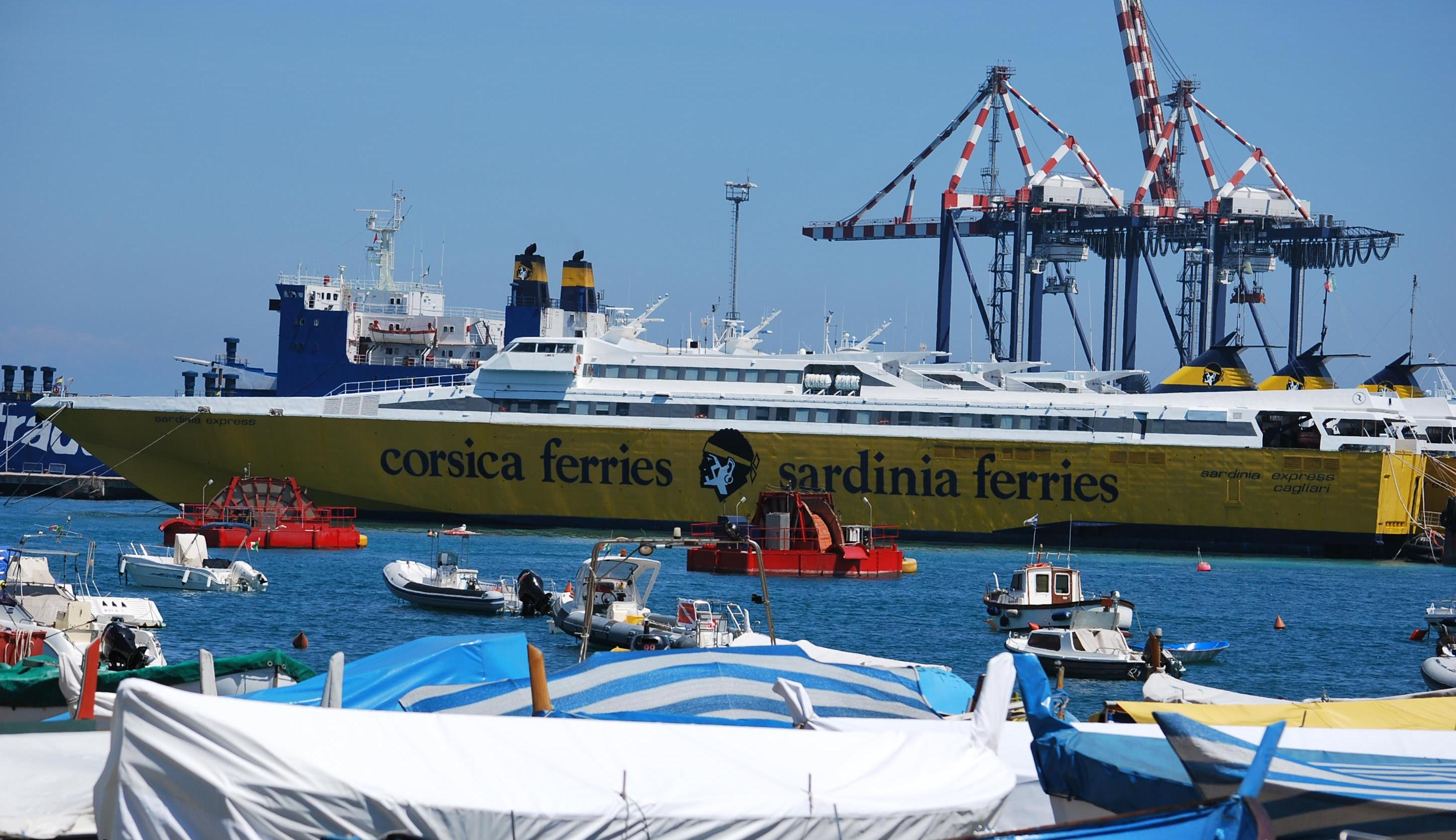
Le Sardinia Express désarmé à Savone.

Malgré une issue relativement positive, de nombreux éléments accablants sont relevés lors de l'enquête. Elle révélera que le Sardinia Express souffrait de plusieurs défaillances techniques, notamment la panne d'un de ses hydrojets, et bénéficiait d'un certificat de navigation exceptionnel délivré par la société de classification italienne RINA arrivant à terme le 8 août 2007, soit la veille de l'incident. L'inspection des compartiments moteurs montrera également que l'incendie avait commencé à se propager à l'extérieur de ceux-ci. L'équipage avait en effet désactivé le dispositif automatique de protection incendie dans le but d'éteindre le sinistre par eux-mêmes, ce qui s'est révélé infructueux. Un témoin indiquera par ailleurs qu'un avis de tempête émis par les autorités avait visiblement été ignoré par l'équipage.
Le Sardinia Express est par la suite acheminé à Savone. Le groupe Corsica Ferries se servira de l'incident comme prétexte pour le retirer du service. En effet, à la fin des années 2000, l'exploitation des navires à grande vitesse devient de plus en plus onéreuse en raison de l'augmentation du prix du carburant. Utilisant un combustible raffiné plus cher que le fioul lourd, les dépenses sont difficiles à assumer par les compagnies, notamment Tirrenia qui a fait le choix de désarmer tous ses NGV.
En septembre 2012, le Sardinia Express est vendu à l'armateur Hyangil Shipping basé en Corée du Sud, il quitte Savone le 12 septembre.

#### Hyangil Shipping (2012-2017)
Après avoir traversé le canal de Suez et l'océan Indien, le Sardinia Express atteint le port de Yeosu le 24 octobre. Rebaptisé Tamnara, il est mis en service entre Goheung et l'île de Jeju en février 2013.
En mars, il est renommé Araqueens et affecté à la ligne entre Pohang et l'île d'Ulleungdo.
Le 20 juillet, un nouvel incendie éclate dans la salle des machines alors que le navire effectue une traversée entre Ulleungdo et Pohang. Les passagers sont évacués dans la confusion et un pompier est blessé durant l'intervention.
Réparé en avril 2014, l‘Araqueens reprend son service mais est de nouveau immobilisé à Pohang au mois de juin en raison du non-règlement du montant des réparations par l'armateur s'élevant à 1 445 350 000 won. Saisi par les autorités, il est mis aux enchères le 6 juin à 12 618 184 000 won puis est bradé à 70% à partir du 8 juillet.
En 2016, il est revendu à la société Golf & Resort basée à Busan. Il quitte Pohang le 3 mars.

#### Golf & Resort (2016-2021)
Arrivé à Busan, le navire est renommé Blue Tsushima à la fin de l'année 2016. Il est mis en service en 2017 entre Busan et l'île japonaise de Tsu-shima. Le navire est cependant immobilisé à partir du mois d'août 2019 en raison d'une baisse drastique de la fréquentation de la ligne consécutive à la guerre commerciale entre la Corée du Sud et le Japon. En mars 2021, après presque deux ans d'immobilisation, il est cédé à la compagnie japonaise Iki Tsushima.

#### Iki Tsushima (2021-2024)
Rebaptisé New Mikasa, le navire arrive au Japon dans le courant du printemps 2021 mais ne rentre cependant pas en exploitation pour Iki Tsushima. Désarmé successivement à Imari et à Iki, il quitte finalement le Japon en décembre 2023 pour retourner en Corée du Sud.

#### Bellone (2024-)
Vendu à un nouvel armateur et renommé Bellone, le navire est désarmé à Port Louis depuis octobre 2024.

## Aménagements
Le New Mikasa possède 6 ponts. Les installations destinées aux passagers sont situées sur les ponts 4 et 5 tandis que les garages occupent les ponts 1, 2 et 3.
Les passagers sont installés dans un vaste salon fauteuil occupant la totalité du pont 4. À l'époque où le navire était la propriété de Corsica Ferries, un snack se trouvait sur le pont 5. Il a été remplacé par des fauteuils supplémentaires lors de l'acquisition par Hyangil Shipping. 
Lorsque le navire est devenu le Blue Tsushima, une boutique hors taxe a été installée sur le pont 4.

## Caractéristiques
Le New Mikasa mesure 103 mètres de longueur pour 14,50 mètres de largeur, son tonnage est de 3 560 UMS. Le navire a une capacité de 540 passagers et est pourvu d'un garage pouvant contenir 150 véhicules répartis sur trois ponts, le garage est accessible par une porte rampe arrière. La propulsion est assurée par quatre moteurs MTU 20V1163TB73L développant une capacité de 19 308 kW faisant fonctionner deux hydrojets orientables procurant au navire une vitesse de 37 nœuds. Le navire dispose de radeaux de survie gonflables accessibles par toboggans.

## Lignes desservies
Au début de sa carrière, le Corsica Express a brièvement servi sur les lignes de Corsica Ferries depuis Gênes et Livourne vers Bastia, Calvi et L'Île-Rousse. Entre 1996 et 1997, il est affrété au Venezuela et affecté à la ligne entre Puerto La Cruz et Punta de Piedras sur l'île de Margarita. En juin 1997, il est transféré au sein de Sardinia Ferries et assure la liaison Civitavecchia - Golfo Aranci sous le nom de Sardinia Express. Durant la saison 2003, il navigue entre Nice et Savone vers la Corse puis retourne sur les lignes sardes l'année suivante avant que son service ne soit interrompu en 2007.
Racheté par Hyangil Shipping en 2012, il est d'abord mis en service entre février 2013 entre Goheung et Seogwipo sur l'île de Jeju puis est déplacé en mars entre Pohang et Ulleungdo. Son exploitation est stoppée en juillet en raison d'un nouvel incendie.
De 2017 à 2019, il navigue entre Busan et l'île japonaise de Tsushima.

## Navires jumeaux
- Paros Jet, ex-Corsica Express Seconda
- Corsica Express Three